# Monts-en-Bessin
Monts-en-Bessin är en kommun i departementet Calvados i regionen Normandie i norra Frankrike. Kommunen ligger i kantonen Villers-Bocage som ligger i arrondissementet Caen. År 2022 hade Monts-en-Bessin 417 invånare.

## Befolkningsutveckling
Antalet invånare i kommunen Monts-en-Bessin
Referens:INSEE